# Keimpe Zuidema
Keimpe Zuidema (17 december 1956) is een Nederlands voormalig voetbalscheidsrechter die van 1993 tot 1997 in de Eredivisie floot. Hij maakte zijn debuut in de hoogste afdeling op 23 augustus 1993 in het duel tussen FC Twente en NAC Breda (0-1). Zuidema is naast scheidsrechter ook hoofdinspecteur van politie in Amsterdam.